# 還暦少年
『還暦少年』（かんれきしょうねん）は、スターダストレビュー23枚目のオリジナル・アルバム。2018年6月27日に発売された。

## 解説
『SHOUT』から4年ぶり、日本コロムビア移籍後初のオリジナル・アルバム。
還暦でも少年みたいなことをしていくいうことで『還暦少年』と名付けられた。本作は企画盤/ベスト・アルバム/ライブ・アルバムも含めると42枚目、スタジオ・アルバムでは23枚目。編曲は全て佐橋佳幸。初回限定盤には本作のレコーディング・ドキュメント映像と「世界はいつも夜明け前」「You're My Love」のミュージック・ビデオを収めたDVDが付属。

## 収録曲
全編曲：佐橋佳幸　作詞・作曲：根本要（特記以外）
1. 海月
TBSテレビ「噂の!東京マガジン」2018年7月〜9月エンディングテーマ
2. You're My Love
東海テレビ開局60周年応援ソング
3. 恋するTシャツ
作詞:森雪之丞　Horn Arrangement：佐橋佳幸
4. 路傍の歌
5. 世界はいつも夜明け前
作詞:ハルカ/根本要
BSジャパン「くノー忍法帆 蛍火」エンディング・テーマ
6. Blues In The Rain
Strings Arrangement：佐橋佳幸
7. 還暦少年
作詞:根本要/林"VOH"紀勝
8. Windy
9. ジグソーパズル
作詞:寺田正美　作曲・メインヴォーカル:柿沼清史
10. 静かな愛で
Strings Arrangement：佐橋佳幸

## クレジット
全曲（特記以外）
- Vocal, Guitar：根本要
- Bass & Background Vocals：柿沼清史
- Drums & Background Vocals：寺田正美
- Percussion & Background Vocals：林"VOH"紀勝
- Keyboards, Background Vocals：添田啓二
- Background Vocals：岡崎昌幸

海月
- Guitars, Glockenspiel：佐橋佳幸
- Synthesizer：添田啓二

You're My Love
- Ac.Piano, Wurlitzer, Glockenspiel：添田啓二
- Guitars：佐橋佳幸

恋するTシャツ
- E.Guitars：佐橋佳幸
- Ac.Piano, B-3 Organ：添田啓二
- Trumpet：西村浩二
- Alto Saxophone：竹野昌邦
- Tenor & Baritone Saxophone：山本拓夫
- Hand Clap：SDR

路傍の歌
- E.Guitar & Solo：根本要

- E.Guitars：佐橋佳幸
- Ac.Piano：添田啓二

世界はいつも夜明け前
- E.Guitar Solo：根本要
- E.Guitars：佐橋佳幸
- Rhodes, Clavinet：添田啓二

Blues In The Rain
- Rhodes, B-3 Organ：添田啓二
- Strings：金原千恵子ストリングス
- Slide Guitar Solo：内田勘太郎
- E.Guitar Solo：根本要

還暦少年
- E.Guitar & Solo：根本要、佐橋佳幸
- Wurlitzer, Synthesizer：添田啓二
- Hand Clap：SDR

Windy
- Nylon Strings Guitar：佐橋佳幸
- Synthesizer, Rhodes：添田啓二

ジグソーパズル
- Lead Vocal：柿沼清史
- Accordion：添田啓二
- Ac.Guitar, Mandolin, Autoharp：佐橋佳幸
- Ac.Guitar：根本要

静かな愛で
- Strings：金原千恵子ストリングス
- Ac.Guitar：佐橋佳幸